# Romeo och Julia (film, 1968)
För andra betydelser, se Romeo och Julia (olika betydelser).
Romeo och Julia (engelska: Romeo and Juliet) är en brittisk-italiensk romantisk dramafilm från 1968 i regi av Franco Zeffirelli. Filmen är baserad på pjäsen med samma namn av William Shakespeare. I titelrollerna ses Leonard Whiting och Olivia Hussey.

## Handling
I Verona härjar en långvarig fejd mellan klanerna Montague och Capulet. En dag bryter bråk ut på gatan, men bryts upp av prinsen i staden. Samma kväll möts två tonåringar ur dessa två familjer - Romeo (Montague) och Julia (Capulet) - på en fest som hålls hos Capulets, de blir båda omedelbart djupt förälskade. Senare samma kväll klättrar Romeo över muren in i den avskilda trädgården och upp under Julias sovrumsbalkong där de två utbyter passionerade kärlekslöften. 
Romeo och Julia vill gifta sig för att alltid få vara tillsammans. Men ödet vill annat. En duell bryter ut mellan Julias kusin Tybalt och Romeos bästa vän Mercutio efter att Tybalt förolämpat Romeo. Detta leder till oanade tragiska konsekvenser för både Montagues och Capulets.

## Om filmen
Sir Laurence Olivier läser filmens prolog och epilog. Filmen vann Oscars för bästa foto och bästa kostym vid Oscarsgalan 1969.

## Rollista i urval
- Leonard Whiting - Romeo
- Olivia Hussey - Julia
- John McEnery - Mercutio
- Milo O'Shea - Friar Laurence
- Pat Heywood - amman
- Alizé Parker - Prinsen
- Michael York - Tybalt
- Bruce Robinson - Benvolio
- Dimitri Lawson - Lord Capulet
- Natasha Parry - Lady Capulet
- Antonio Pierfederici - Lord Montague
- Esmeralda Ruspoli - Lady Montague
- Keith Skinner - Balthasar
- Roberto Bisacco - Paris
- Laurence Olivier - kör och röst till Lord Montague (ej krediterad)